# John Grey of Groby
Sir John Grey of Groby (* um 1432; † 17. Februar 1461 in St Albans) war ein englischer Adliger. Er war der erste Ehemann der späteren Königin Elisabeth Woodville. 
John Grey war der älteste Sohn und Erbe von Sir Edward Grey und von dessen zweiten Frau Elizabeth Ferrers, 6. Baroness Ferrers of Groby. Sein Vater war ein jüngerer Sohn von Reginald Grey, 3. Baron Grey de Ruthin, seine Mutter war die Tochter und Erbin von William Astley, 4. Baron Astley. Nach dem Tod ihres Großvaters William Ferrers, 5. Baron Ferrers of Groby 1445 erbte sie Groby in Leicestershire, worauf Edward Grey ab Dezember 1446 als Ehemann der Baroness Ferrers of Groby dem Parlament angehörte. Nach dem Tod seines Vaters im Dezember 1457 erbte er dessen Besitzungen, jedoch nicht den Titel Baron Ferrers of Groby, da seine Mutter noch lebte. Nach dem Tod seines Vaters heiratete seine Mutter in zweiter Ehe John Bourchier, sie starb erst im Januar 1483. 
Als es Ende der 1450er Jahre in England zu den Rosenkriegen kam, unterstützte Grey König Heinrich VI. und das Haus Lancaster. Im Dezember 1459 war er mit für die Aufstellung des Aufgebots der Lancastrianer in Leicestershire verantwortlich, im April 1460 wurde er zum Führer eines Aufgebots gegen die Anhänger von Richard von York ernannt. Er fiel 1461 in der zweiten Schlacht von St Albans und wurde in der Kathedrale von St Albans bestattet.
1452 heiratete John Grey Elizabeth, die älteste Tochter von Richard Woodville, 1. Baron Rivers und von Jacquetta von Luxemburg. 
Er hatte mit seiner Frau zwei Söhne:
- Thomas Grey, 1. Marquess of Dorset (1451–1501)
- Sir Richard Grey (um 1456–1483)

Nach seinem Tod kam es zu einem Konflikt zwischen seiner Witwe und Greys Mutter über das Wittum von Elizabeth und das Erbrecht seiner Söhne. Elizabeth verbündete sich William Hastings, 1. Baron Hastings, einem engen Freund des Königs Eduard IV. aus dem Haus York. Dieser wurde dadurch auf Elizabeth aufmerksam und heiratete sie 1464.